# 살로메 (오페라)

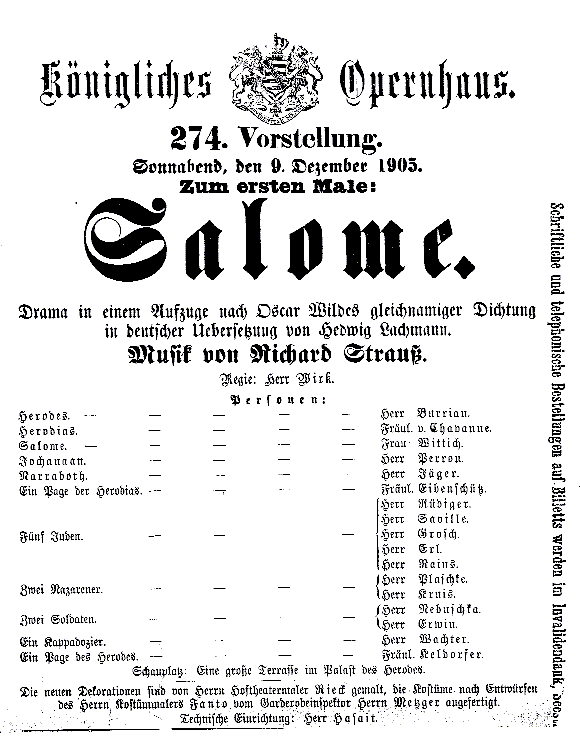

《살로메(독일어: Salome)》Op.54는 리하르트 슈트라우스가 작곡한 단막의 오페라이다. 오스카 와일드의 악명높던 프랑스어 희곡 《살로메(Salomé)》를 기초로 헤트비히 라흐만이 독일어 대본을 완성하였다. 1905년 12월 9일 드레스덴의 궁정 오페라 극장에서 초연되었다. 이 오페라는 7개의 베일의 춤이 가장 유명하다.

## 판본
프랑스어판에서는 슈트라우스가 오스카 와일드의 프랑스어 희곡 《살로메》를 사용하였다. 작곡가는 이 원본 텍스트 언어에 맞게 보컬 부분을 완전히 재작성하였다.
드레스덴 수정판에서는 타이틀 역할에 대한 오케스트라 반주를 제거하여 일반적인 드라마틱 소프라노 대신 리릭 소프라노로 캐스팅하였다. 1930년에 초연되었지만, 1940년 대에 잊혀졌다.

## 등장인물
| 배역                                                                      | 성악 부분            | 초연, 12월 9일 1905 (Ernst von Schuch) |
| ------------------------------------------------------------------------- | -------------------- | -------------------------------------- |
| 헤로데 안티파스, 유대의 분봉왕                                            | 테너                 | Carl Burrian                           |
| 헤로디아, 그의 아내                                                       | 메조소프라노         | Irene von Chavanne                     |
| 살로메, 그의 의붓딸                                                       | 소프라노             | Marie Wittich                          |
| 요하난, (세례 요한)                                                       | 바리톤               | Karl Perron                            |
| 나라보트, 시리아인으로 위병 대장                                          | 테너                 |                                        |
| 헤로디스의 시종                                                           | 알토                 |                                        |
| 5명의 유태인들                                                            | 테너 4명, 베이스 1명 |                                        |
| 나사렛인들 2명                                                            | 베이스, 테너         |                                        |
| 병사 2명                                                                  | 베이스               |                                        |
| A Cappadocian                                                             | 베이스               |                                        |
| 노예                                                                      | 소프라노 혹은 테너   |                                        |
| 왕실의 초대객 (이집트인과 로마인들), 측근자들, 하인들, 병사들 (모두 묵음) |                      |                                        |

## 줄거리
- 때: 기원전 30년경, 달밝은 밤
- 장소: 유대, 갈릴리 대호수의 타바리야에 위치한 헤로드의 궁전 거대 테라스

## 유명한 음악
- 7개의 베일의 춤

## 악기 편성
- 목관악기: 피콜로, 플루트3, 오보에2, 잉글리시 호른, 헤켈폰, E♭클라리넷, 클라리넷4(B♭2, A2), 베이스 클라리넷, 바순3, 콘트라바순
- 금관악기: 호른6, 트럼펫4, 트롬본4, 튜바
- 타악기: 팀파니2, 작은북, 큰북, 심벌즈, 트라이앵글, 탐탐, 탬버린, 캐스터네츠, 글로켄슈필, 실로폰
- 건반악기: 첼레스타, 하모늄(무대 뒤), 오르간(무대 뒤)
- 현악기: 하프2, 제1바이올린(16), 제2바이올린(16), 비올라(10~12), 첼로10, 더블베이스8

## 참고 문헌
https://archive.today/20211004150337/https://www.sueddeutsche.de/bayern/musik-muenchen-strauss-oper-salome-unbekannte-fassungen-veroeffentlicht-dpa.urn-newsml-dpa-com-20090101-211004-99-475398